# Portland and Rumford Falls Railroad
Die Portland and Rumford Falls Railroad ist eine ehemalige Eisenbahngesellschaft in Maine (Vereinigte Staaten). Sie wurde am 28. März 1907 gegründet. Am 1. April des gleichen Jahres leaste die Gesellschaft die Portland and Rumford Falls Railway sowie die Rumford Falls and Rangeley Lakes Railroad jeweils für 1000 Jahre, um die Strecken dieser beiden Gesellschaften zusammenzufügen. Die 150,6 Kilometer lange Gesamtstrecke führte von Rumford Junction über Rumford Falls nach Oquossoc und hatte eine Zweigstrecke von Canton nach Livermore Falls (16,5 km).
Nur einen Monat lang betrieb die Gesellschaft die Strecken auf eigene Rechnung, bevor sie am 1. Mai 1907 durch die Maine Central Railroad für 999 Jahre geleast wurde. 1936 wurde die Strecke Rumford Falls–Oquossoc stillgelegt. Die Bahngesellschaft fusionierte erst im September 1946 mit der Maine Central Railroad. Der Abschnitt Livermore Falls–Rumford wird heute von den Pan Am Railways genutzt, die übrige Strecke ist ebenfalls stillgelegt.